# Taluyers
Taluyers ist eine französische Gemeinde mit 2.657 Einwohnern (Stand: 1. Januar 2022) im Département Rhône in der Region Auvergne-Rhône-Alpes. Administrativ gehört die Gemeinde zum Arrondissement Lyon und ist Teil des Kantons Saint-Symphorien-d’Ozon (bis 2015: Kanton Mornant). Die Einwohner werden Talusien(ne)s genannt.

## Geografie
Taluyers liegt etwa 15 Kilometer südwestlich von Lyon in den Monts du Lyonnais des Zentralmassivs. 
Die Nachbargemeinden von Taluyers sind Orliénas im Norden, Montagny im Osten, Beauvallon im Süden sowie Saint-Laurent-d’Agny im Westen.

## Bevölkerungsentwicklung
| Jahr                       | 1962 | 1968 | 1975 | 1982 | 1990 | 1999 | 2006 | 2017 |
| -------------------------- | ---- | ---- | ---- | ---- | ---- | ---- | ---- | ---- |
| Einwohner                  | 607  | 645  | 844  | 1177 | 1511 | 1870 | 1979 | 2539 |
| Quellen: Cassini und INSEE |      |      |      |      |      |      |      |      |

## Sehenswürdigkeiten
- romanische Kirche Sainte-Marie
- Priorei
- Reste einer Herrenhauses aus dem 10. Jahrhundert
- Reste des römischen Aquädukts
- Étang de Combe Gibert

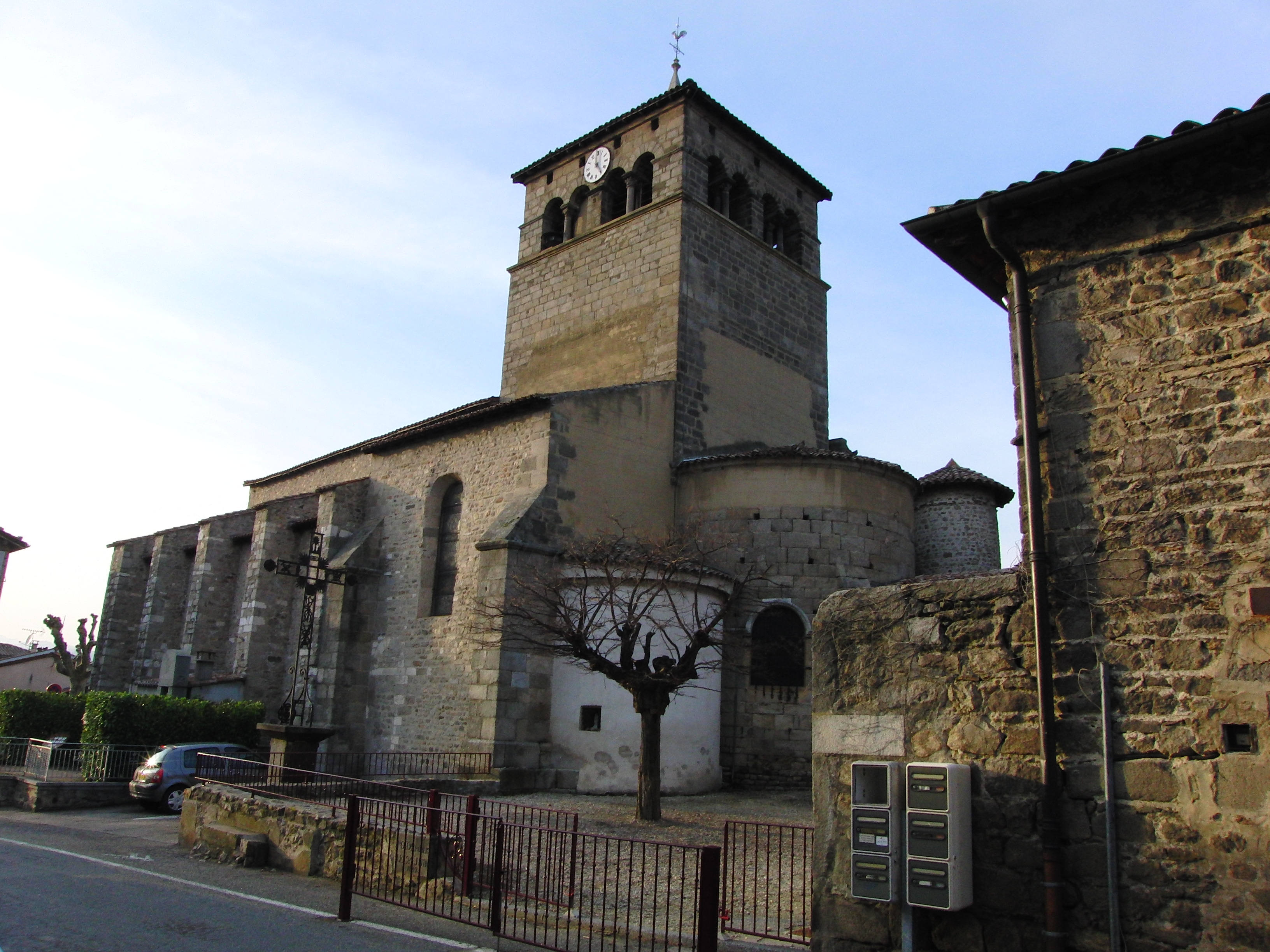
Kirche von Taluyers
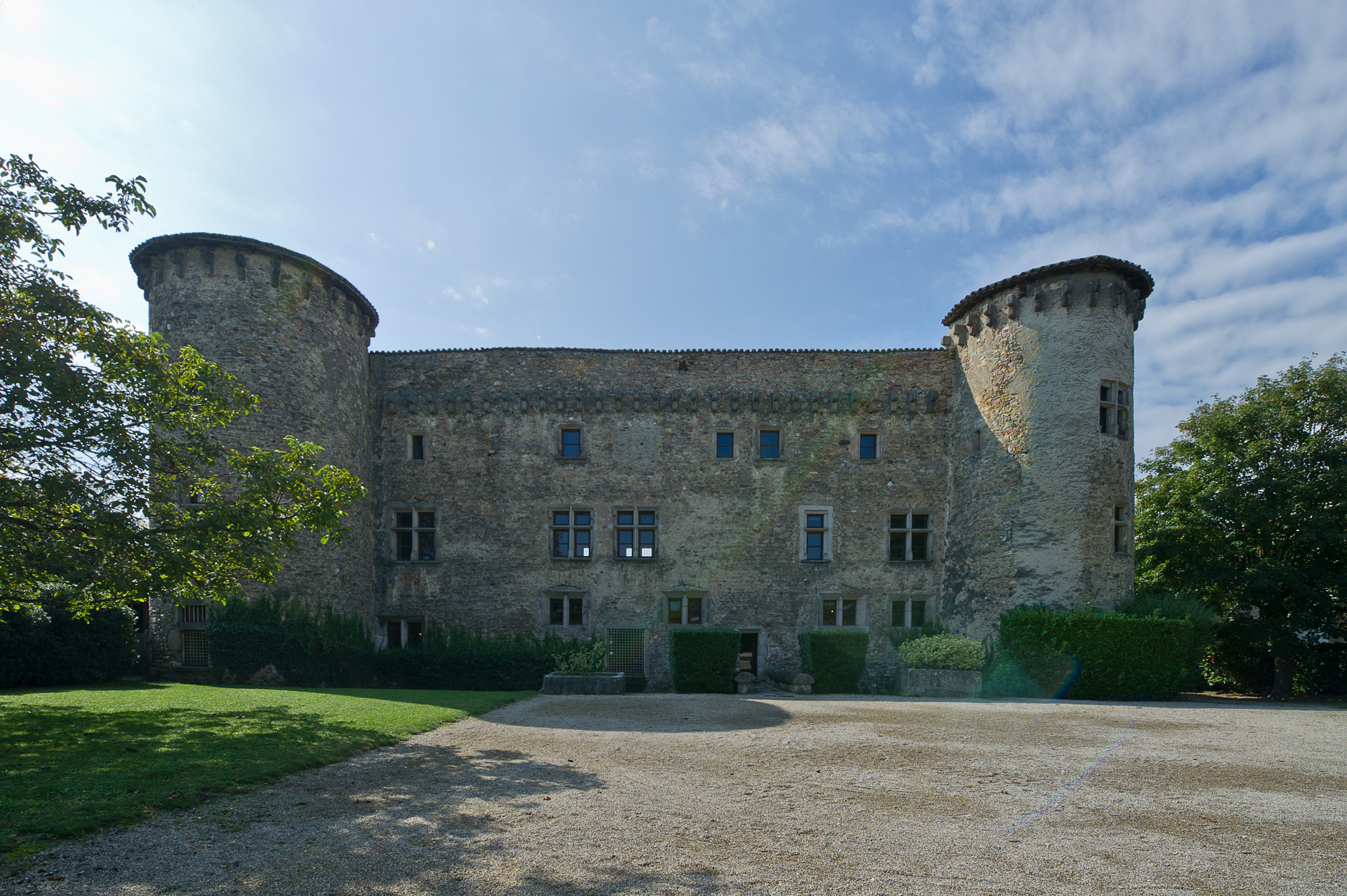
Priorei von Taluyers